# UCI Women's ProSeries 2020
De UCI Women's ProSeries 2020 was de eerste editie van deze internationale wielercompetitie voor professionele rensters georganiseerd door de UCI. Deze serie is het tweede niveau, onder de UCI Women's World Tour en boven de continentale circuits.
Voor 2020 werden acht koersen op de kalender opgenomen, drie eendaagse wedstrijden en vijf etappewedstrijden, waarvan 7 in Europa en één in Oceanië. De eerste wedstrijd, de Tour Down Under, ging op 16 januari van start. De laatste wedstrijd, de Ronde van Emilia, was op 3 oktober gepland. 
Een reeks van annuleringen volgde vanwege de nasleep van de uitbraak van het coronavirus in Wuhan, waardoor dit seizoen amper twee wedstrijd verreden werden. De wedstrijden uit de UCI Women's World Tour werden wel grotendeels verplaatst, maar in deze competitie werd enkel voor de Ronde van Emilia een nieuwe datum, namelijk 18 augustus, gevonden.

## Kalender[1]
| Data     | Wedstrijd             | Winnaar               | Team                               |
| -------- | --------------------- | --------------------- | ---------------------------------- |
| 16-19/01 | Tour Down Under       | Ruth Winder           | Trek-Segafredo                     |
| 18/03    | Nokere Koerse         | geannuleerd           | geannuleerd                        |
| 08-12/04 | Healthy Ageing Tour   | geannuleerd           | geannuleerd                        |
| 08-10/05 | Festival Elsy Jacobs  | geannuleerd           | geannuleerd                        |
| 21-24/05 | Ronde van Burgos      | geannuleerd           | geannuleerd                        |
| 26-31/05 | Thüringen Rundfahrt   | geannuleerd           | geannuleerd                        |
| 25/07    | Clasica San Sebastian | geannuleerd           | geannuleerd                        |
| 18/08    | Ronde van Emilia      | Cecilie Uttrup Ludwig | FDJ Nouvelle-Aquitaine Futuroscope |

Sjabloon:Navigatie UCI Women's ProSeries 2020